# 장언화
장언화(중국어 간체자: 张恩华, 정체자: 張恩華, 병음: Zhāng ēnhuá, 1973년 4월 28일 랴오닝성 다롄시 ~ 2021년 4월 29일)는 중국의 전직 축구 선수로 포지션은 수비수였다. 다롄 완다, 그림즈비 타운, 톈진 터다, 사우스 차이나 소속으로 뛰었으며 1996년 AFC 아시안컵, 2000년 AFC 아시안컵, 2002년 FIFA 월드컵에서 중국 대표팀에 참가했다.